# Seán Browne
Seán Browne (* 3. Mai 1916 im County Wexford; † 27. März 1996) war ein ehemaliger irischer Politiker der Fianna Fáil. Er war von 1957 bis 1961, von 1969 bis 1981 und von Februar bis November 1982 Teachta Dála (Abgeordneter) des Unterhauses (Dáil Éireann) und von 1961 bis 1969 Mitglied des Seanad Éireann.

## Leben
Browne wurde erstmals bei den Wahlen 1957 im Wahlkreis Wexford gewählt. Er hatte bereits zuvor ohne Erfolg bei den Wahlen 1951 und 1954 versucht, in den Dáil einzuziehen. 
Als er bei den Wahlen 1961 und 1965 nicht genügend Stimmen erhielt, wurde er jeweils über die Arbeitsliste in den Seanad Éireann gewählt. Bei den Wahlen 1969 gelang es ihm dann, den Sitz im Dáil Éireann zurückzugewinnen und konnte seinen Sitz diesmal bei den Wahlen zum Dáil Éireann 1973 und 1977 verteidigen. Von 1977 bis 1981 war er stellvertretender Vorsitzender des Dáil (Ceann Comhairle#Leas-Cheann Comhairle). Bei den Wahlen 1981 verlor er knapp seinen Sitz, den er aber schon bei den Februar-Wahlen 1982 zurückgewinnen konnte. 1982 war er Fraktionsvorsitzender der Fianna Fáil. Danach trat er bei den Wahlen nicht mehr an.